# Platybelone
Platybelone is een geslacht van straalvinnige vissen uit de familie van gepen (Belonidae).

## Soort en ondersoorten
- Platybelone argalus 
  - Platybelone argalus argalus (Lesueur, 1821)
  - Platybelone argalus platyura (Bennett, 1832)
  - Platybelone argalus annobonensis Collette & Parin, 1970
  - Platybelone argalus trachura (Valenciennes, 1846)
  - Platybelone argalus lovii (Günther, 1866)
  - Platybelone argalus platura (Rüppell, 1837)
  - Platybelone argalus pterura (Osburn & Nichols, 1916)